# Krismamässa

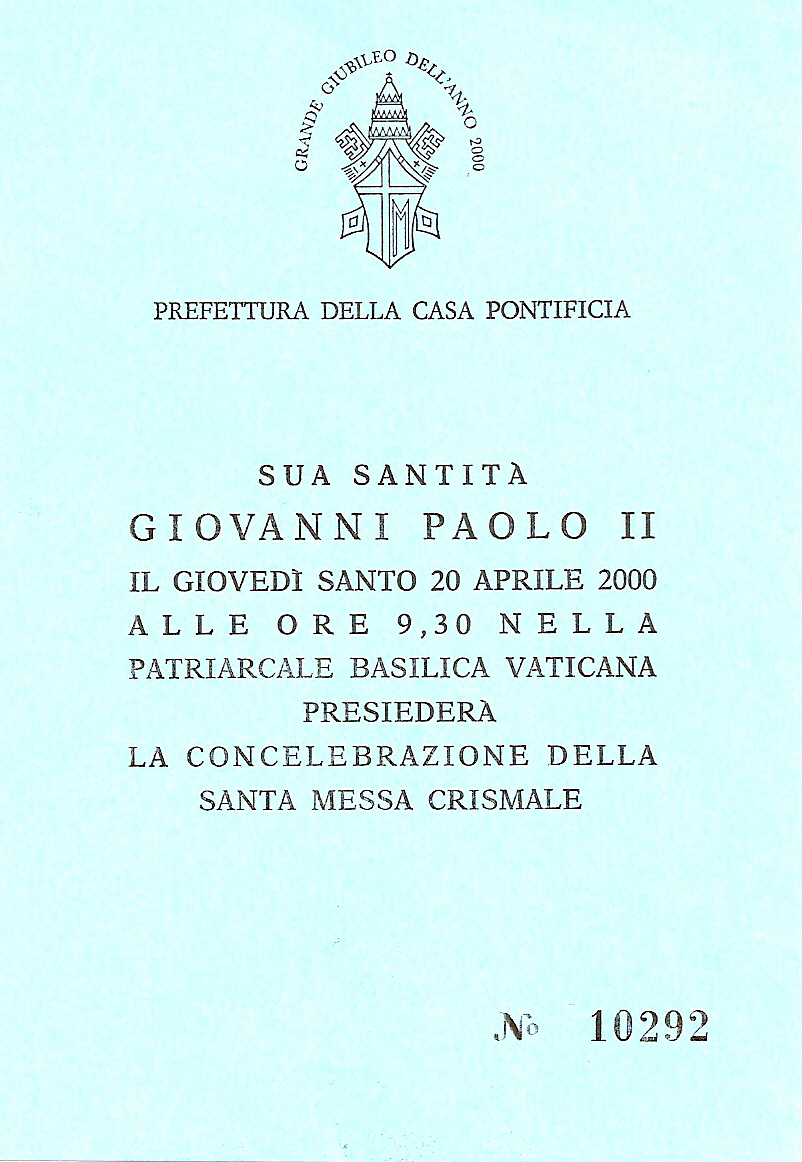
Inbjudan till krismamässa celebrerad av dåvarande romersk-katolske påven Johannes Paulus II i Peterskyrkan år 2000.

Krismamässa är inom Romersk-katolska kyrkan en mässa där den heliga oljan, krisma, välsignas. Mässan äger rum på skärtorsdagens förmiddag.